# 日本棋院
公益財団法人日本棋院（にほんきいん、英: The Nihon Ki-in）は、東京都千代田区五番町（市ケ谷駅前）に本部をおく、囲碁の棋士を統括し、棋戦をおこなっていくための公益財団法人。
関西棋院と共に日本において囲碁の中心的な役割を果たしている。
約300人の棋士が所属するほか、職員として事務員や棋院発行の出版物をまとめる記者などが所属している。

## 歴史

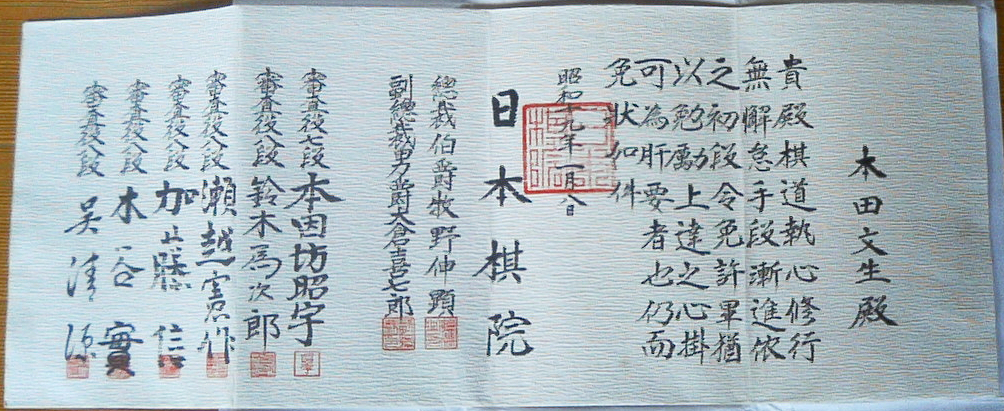
戦時中の初段允許状（昭和19年1月8日）

明治維新以降、幕府というパトロンを失った棋士たちは離合集散を繰り返し、囲碁界は混沌とした情勢であった。1872年（明治5年）に村瀬秀甫により設立された史上初の近代的なプロ棋士の団体である方円社と、封建的な風習を墨守する家元の本因坊家とが、対立、並存する時代が長年続いていた。1923年（大正12年）の大正関東地震（関東大震災）を機に棋士たちの大同団結の機運が高まり、翌1924年（大正13年）、大倉喜七郎を後援者として、本因坊秀哉以下の坊門の棋士や方円社などほとんどの棋士が集結し、日本棋院が設立された。同年9月8日には日本将棋連盟の前身となる東京将棋連盟が設立されている。
設立直後に棋正社の独立などもあり多少動揺した日本棋院であったが、その後新布石法の発表などで囲碁の人気も高まり、磐石の体制を築く。
第二次世界大戦中の1945年（昭和20年）の東京大空襲で赤坂区（現港区）赤坂溜池にあった棋院本部が焼失するなど大きな被害を受けた。戦後すぐに瀬越憲作、岩本薫らが中心になって再建を目指し、大手合も料亭や後援者の邸宅などを借りて再開された。1948年（昭和23年）には港区高輪に新しい棋院会館が設立され、順調に日本棋院の再建は成されていった。
1947年（昭和22年）には坂田栄男、梶原武雄ら8棋士が「囲碁新社」を旗揚げするが、1949年（昭和24年）復帰する。
さらに1950年（昭和25年）、今度は当時本因坊の座にあった橋本宇太郎を旗頭に関西棋院が設立された。橋本は翌年の本因坊戦で坂田の挑戦を1-3からの大逆転で降してタイトルを防衛、関西棋院の独立を守った。その後いく度か再統合の話も出ているが、段位の調整や（主に日本棋院側の）財政問題などがネックとなり実現していない。
1971年（昭和46年）には千代田区五番町の市ヶ谷駅前に現在も使用されている新会館が建設された。その後紆余曲折はあったものの、現在でも、世界囲碁界の中でも重要な地位を占める。ただし1990年代以降赤字財政が続いている他、囲碁人口の減少（『レジャー白書』で調査方法の切り替わった2009年の囲碁愛好者は約640万人だったのに対し2017年は190万人）、国際棋戦における所属棋士の不振など、問題山積が現状である。
2011年（平成23年）に公益財団法人へ移行した。

## 組織

### 東京本院
発足当初は銀座に仮事務所を置き、1925年12月に永田町の溜池に会館を建設。1945年5月の空襲で溜池は焼失し、終戦後は柿の木坂の岩本薫宅を仮事務所とし、1948年に高輪のビルを購入して会館とした。1954年に東京駅八重洲口の国際観光会館ビルに日本棋院中央会館を開館（1991年に八重洲囲碁センターに改称移転、2013年に有楽町（東京交通会館）に移転し有楽町囲碁センターとなっている）。1971年に千代田区の市ケ谷駅前に本院を移転した。新築時およびその後の修繕にあたっては日本財団が支援を行っている。

### 関西総本部
大阪市北区茶屋町（ちゃやまちアプローズ）にあり、近畿地区、広島、岡山両県を統轄する。1950年（昭和25年）に関西棋院が独立した際に、日本棋院残留派によって同年発足した。2008年（平成20年）2月現在、山田規三生・井山裕太など棋士39名が所属する。

### 中部総本部
名古屋市東区橦木町にあり、中部地区（山梨県を除く）と三重県を統轄する。1940年（昭和15年）設立の日本棋院東海支部から、1948年（昭和23年）に日本棋院東海本部に昇格、1955年（昭和30年）に日本棋院中部総本部となる。2008年（平成20年）2月現在、羽根直樹・羽根泰正など棋士43名が所属する。独自のタイトル戦として王冠戦がある。

### 日本国外
- 日本棋院南米本部：ブラジル・サンパウロ（Nihon KI-IN do Brasil）
- 日本棋院ヨーロッパ囲碁文化センター：オランダ・アムステルフェーン（Stichting The Nihon KI-IN European GO Cultural Centre）
- 日本棋院アメリカ西部囲碁センター：アメリカ・シアトル（Nihon KI-IN GO Institute Of The West U.S.A）

## 役員
囲碁界は伝統的に財界との繋がりが深いことから、役員の大半を現役棋士が占める日本将棋連盟と異なり、総裁は伝統的に政財界の人物が務めている。理事長も政財から招聘するか、名誉称号を保持する有力棋士から選出するのが通例だったが、2024年に初めて選挙が行われ武宮陽光が選ばれた。また理事も棋士以外の人間が多数を占める
歴代総裁
|   | 在職期間          | 氏名                                                                               |
| - | ----------------- | ---------------------------------------------------------------------------------- |
| 1 | 1924 - 1946年     | 牧野伸顕（外務大臣、内大臣）                                                       |
| 2 | 1955 - 1967年     | 津島寿一（大蔵大臣、防衛庁長官）                                                   |
| 3 | 1967 - 1973年     | 足立正（日本商工会議所会頭、王子製紙社長、ラジオ東京（現:TBSホールディングス）社長 |
| 4 | 1973 - 1974年     | 佐藤喜一郎（三井銀行会長、三井グループ総帥）                                       |
| 5 | 1974 - 1982年     | 田実渉（三菱銀行会長、三菱グループ総帥）                                           |
| 6 | 1982 - 1987年     | 稲山嘉寛（旧経団連会長、新日本製鐵社長）                                           |
| 7 | 1993 - 1996年11月 | 朝田静夫（元日本航空相談役、元運輸事務次官）                                       |
| 8 | 2004年7月 - 現職  | 今井敬（旧経団連会長、新日本製鐵相談役名誉会長）                                   |

歴代理事長
|    | 在職期間      | 氏名                                     |
| -- | ------------- | ---------------------------------------- |
| 1  | 1946 - 1948年 | 瀬越憲作                                 |
| 2  | 1948 - 1949年 | 岩本薫                                   |
| 3  | 1949 - 1951年 | 津島寿一                                 |
| 4  | 1951 - 1955年 | 足立正                                   |
| 5  | 1955 - 1956年 | 三好英之（北海道開発庁長官）             |
| 6  | 1956 - 1975年 | 有光次郎（文部事務次官）                 |
| 7  | 1975 - 1978年 | 長谷川章                                 |
| 8  | 1978 - 1986年 | 坂田栄男                                 |
| 9  | 1986 - 1987年 | 色部義明（協和銀行相談役）               |
| 10 | 1988 - 1993年 | 朝田静夫                                 |
| 11 | 1993 - 1998年 | 渡辺文夫（日本航空会長）                 |
| 12 | 1999 - 2004年 | 利光松男（日本航空社長）                 |
| 13 | 2004年        | 加藤正夫                                 |
| 14 | 2006 - 2008年 | 岡部弘（デンソー会長）                   |
| 15 | 2008 - 2012年 | 大竹英雄                                 |
| 16 | 2012 - 2016年 | 和田紀夫（NTT相談役）                    |
| 17 | 2016 - 2019年 | 團宏明（公益財団法人通信文化協会理事長） |
| 18 | 2019 - 2024年 | 小林覚                                   |
| 19 | 2024年 - 現職 | 武宮陽光                                 |

## 顕彰
囲碁殿堂
2004年創設。
秀哉賞
年間最優秀棋士に贈られる賞。本因坊秀哉の名を取って、1963年（昭和38年）に創設。識者と関係者による秀哉賞選考委員によって選考される。
大倉喜七郎賞
囲碁の普及、発展の功労者に贈られる賞。日本棋院創設に功績のあった大倉喜七郎の名を取って、1964年（昭和39年）に創設。当初の名称は大倉賞だったが、1989年（平成元年）に現在の名称に改称。
棋道賞
年間で活躍した棋士に贈られる賞。1967年（昭和42年）に、日本棋院の機関誌「棋道」主催で、関係者と棋戦主催者の代表により誌上で選考する形で創設し、最優秀棋士賞、記録部門賞、その他の部門賞を選ぶ。1999年（平成11年）の第33回からは、「碁ワールド」誌主催となった。
部門賞は年によって変更されることがある。1988年（昭和63年）からは国際賞を設置。当初あった敢闘賞、技能賞、殊勲賞は、1990年（平成2年）以降は廃止されて優秀棋士賞が作られた。特別賞など、その年限りの賞を贈られることもある。記録部門賞も、当初は七段以上の棋士を対象にしていたが、棋戦の構成上その規定に合理性がないため1995年（平成7年）からは五段以上に改められた。
松原賞
関西総本部主催。
土川賞
中部総本部主催。

## 発行誌
発刊中の機関誌として月刊「碁ワールド」、年刊「囲碁年鑑」がある。
碁ワールド
後述の「棋道」「囲碁クラブ」を引き継ぐ機関誌として、1999年（平成11年）8月から発刊。主要対局の棋譜及び解説、各棋戦の情報、棋士の成績表などが掲載されている。
囲碁年鑑
1年間の国内外の棋戦情報、棋譜、各種記録などが収録されている。

### 終刊・休刊誌
棋道
日本棋院の創立とともに、日本棋院の機関誌として、1924年（大正13年）10月に創刊。棋戦などの手合の情報の掲載の他、独自の企画なども行い、情報誌としての機能に加え、メディアを通じての囲碁普及の役割も担った。1999年（平成11年）7月号で終刊し、「囲碁クラブ」と合併して「碁ワールド」となる。
囲碁クラブ
「棋道」の姉妹誌として「爛柯」が1925年（大正14年）に創刊され、その後「囲碁クラブ」に改名。戦時中に休刊し、1954年（昭和29年）に復刊。「碁ワールド」発刊により終刊。
独自棋戦の主催も行い、1988年（昭和63年）から1996年（平成8年）までの、プロとアマチュア混合の地域対抗団体戦「キリン杯GO団体戦」などがある。
囲碁未来
初級者向けの月刊誌。1962年（昭和37年）に「碁」として創刊。1967年（昭和42年）終刊、1973年（昭和48年）に復刊し、1980年（昭和55年）に「レッツ碁」に改名、1995年（平成7年）に「囲碁未来」に改名した。2022年（令和4年）3月号をもって休刊。
週刊碁
週刊のタブロイド紙の情報新聞として、1977年（昭和52年）から発行。朝日新聞社が販売協力する。発刊数の減少、資材の高騰などにより、2023年（令和5年）8月をもって休刊。